# Droga wojewódzka 193
Droga wojewódzka 193 (DW 193) je silnice ve Velkopolském vojvodství v Polsku. Vede z města Chodzież přes Margonin do města Gołańcz. Její délka je 25 km. Prochází přes okresy Chodzież a Wągrowiec.

## Sídla ležící na trase silnice
- Chodzież
- Rataje
- Pietronki
- Adolfowo
- Studźce
- Margonin
- Margońska Wieś
- Lipiny
- Buszewo
- Grabowo
- Tomczyce
- Gołańcz